# Fricativa alveolopalatale sorda
La fricativa alveolopalatale sorda è un tipo di consonante coarticolativa usata in diverse lingue. Nell'alfabeto fonetico internazionale IPA è indicata dal ɕ e il suo equivalente nella notazione X-SAMPA è s\.

## Caratteristiche
- Modo di articolazione fricativo sibilante: viene dapprima prodotta dal passaggio dell'aria da una scanalatura creata dalla lingua fino al punto di articolazione, e poi direzionato tra i denti quasi serrati.
- Punto di articolazione alveolo-palatale.
- Consonante sorda: il suono viene prodotto senza la vibrazione delle corde vocali.
- Consonante orale: prodotta esclusivamente nella bocca.
- Consonante centrale: durante la realizzazione l'aria passa al centro della lingua piuttosto che ai lati.
- Basata sul flusso d'aria polmonare, come molti altri foni.

Nella lingua italiana, tale fono è un fonema (anche se si tende a pronunciarlo più come una fricativa postalveolare sorda: [ʃ]), e la sua resa ortografica è il digramma ⟨sc⟩ quando è seguito dalle vocali /e/ ed /i/ (ossia come nella parola pesce); il trigramma ⟨sci⟩ davanti ad altre vocali (ad esempio in asciutto); se intervocalico, esso è sempre geminato.

## Occorrenze
| Lingua     | Lingua         | Termine     | IPA                         | Significato | Note                          |
| ---------- | -------------- | ----------- | --------------------------- | ----------- | ----------------------------- |
| Adighè     | Adighè         | щы          | Pronuncia di [ɕə] ⓘ         | 'tre'       |                               |
| Catalano   | Catalano       | caixa       | [ˈkaɕə]                     | 'scatola'   |                               |
| Cinese     | Mandarino      | 西安/Xī'ān  | [ɕi˥ an˥]                   | 'Xi'an'     | Contrasta con /ʂ/ e /s/.      |
| Ciuvascio  | Ciuvascio      | çиçĕм       | [ˈɕiɕ̬əm]                    | 'lampo'     | Contrasta con /ʂ/ e /s/.      |
| Danese     | Danese         | sjæl        | [ɕɛːˀl]                     | 'anima'     |                               |
| Giapponese | Giapponese     | 塩/shio     | [ɕio]                       | 'sale'      |                               |
| Cabardo    | Cabardo        | щэ          | Pronuncia di [ɕɛ] ⓘ         | 'cento'     |                               |
| Coreano    | Coreano        | 시장/sijang | [ɕid͡ʑaŋ]                    | 'mercato'   |                               |
| Polacco    | Polacco        | śruba       | Pronuncia di [ɕruba] ⓘ      | 'vite'      | Contrasta con /ʂ/ e /s/       |
| Russo      | Russo          | счастьe     | Pronuncia di [ˈɕːæsʲtʲjə] ⓘ | 'felicità'  | Contrasta con /ʂ/, /s/ e /sʲ/ |
| Svedese    | Svedese        | kjol        | Pronuncia di [ɕuːl] ⓘ       | 'gonna'     |                               |
| Tibetano   | dialetto lhasa | བཞི་         | [ɕi˨˧]                      | 'quattro'   | Contrasta con /ʂ/.            |
| Yi         | Yi             | ꑟ/xi       | [ɕi˧]                       | 'filo'      |                               |